# Kovatsits Károly
Kovatsits Károly Gábor, Kovácsics (Pécs, 1875. január 10. – Szombathely, 1929. október 17.) mezőgazdász, hercegi gazdasági tanácsos.

## Életrajza
Kovátsits Iván (János) földbérlő és Adler Mária fiaként született. Középiskolai tanulmányai után a magyaróvári M. Kir. Gazdasági Akadémiát végezte el 1896-ban. 1897-ben önkéntes katonai szolgálatot teljesített, majd szakmai gyakorlati működését a simontornyai uradalomban segédtisztként kezdte meg. 
1899. június 1-jétől állt alkalmazásba az Esterházy hercegi hitbizomány eszterházi (ma Fertőd) uradalmában, s jószágigazgató, gazdatiszt és gazdasági tanácsosi rangig vitte, előbb azonban végigjárta az uradalmi alkalmazotti ranglétrát: Lékán kezdett mint gyakornok. 1900-ban a kismartoni tiszttartósághoz került segédtisztnek. 1901. november 1-jén az Fertőd-endrédmajori kerület intézője lett, majd 1907-ben vette át az eszterházai tiszttartóság vezetését, s elkezdte a Hanság telkesítését, 1910-ben pedig kezdeményezte gabonanemesítő telep létrehozását. A szervezési munkában Grábner Emil (1878–1955) az Országos Magyar Királyi Növénynemesítő Intézet kísérletügyi főigazgatója is közreműködött. 1914. április elsején a hitbizomány kaposvári bérleteinek felügyelőségével bízták meg.
A háború kitörésekor bevonult, és arcvonalban tényleges szolgálatot teljesített 1918. júniusig, amikor a hadi szolgálat alól századosi rangban felmentették. Kaposvárról 1919 januárjában került vissza Eszterházára, már mint hercegi gazdasági tanácsos és uradalmi igazgató, 1924-től az uradalom kormányzótanácsának tagja lett.
1902. január 22-én Simontornyán házasságot kötött a marburgi születésű Hohl Anna Mária Jozefával.
Nyugdíjas korában Lukácsházára költözött, és itteni birtokán gazdálkodott. Nevéhez fűződik a Völtz-féle hidegerjesztéses eljárás úttörő alkalmazása és elterjesztése a silótakarmány előállításában, amellyel biztonságosabb, olcsóbb és a takarmányhiányos évszakokban gazdaságosabb állattartást (átteleltetést) lehetett elérni. Lukácsházi birtokán több éven át alkalmazta, 1928-ban már kifejezetten silókukoricát is termesztett. Ismertetést is írt, amely már halála után látott napvilágot (Állattenyésztésünk jövedelmezővé tételének legbiztosabb eszköze, a silózás, 1929) és a településen segítséget nyújtott, elterjesztette az eljárást.
Halálát függőértágulat (szív aorta-aneurizma) okozta. A szombathelyi Faludi Ferenc utca 9. szám alatti lakásban hunyt el reggel 7 órakor, de nagy részvét mellett Lukácsházán temették el a Kossuth utcai temetőben. „Temetésén az uradalom tisztikara teljes számban vett részt és maga a herceg is ravatalára díszes koszorút helyezett. Az elhunytat, aki még csak 54 éves volt, felesége és két gyermeke, de széles körű rokonság is gyászolja” — írta a Pécsi Napló.
2003-ban Lukácsháza a régi temető felszámolásakor díszsírhelyet adományozott számára.
Halálának 75. évfordulóján történt meg a szépen felújított síremlék felszentelése a Nagycsömötei temető díszsírhely parcellájában. Ezt követően pedig tudományos emlékülésen méltatták és ismertették Kovátsits Károly munkásságát.

## Munkássága
Újításaival mintagazdasággá fejlesztette a kezére bízott uradalmi egységeket. Megszervezte a Kovátsits-rendszerű tőzegtrágyatelepet, meghonosította a tájadottságoknak megfelelő növénynemesítést. Külföldi tanulmányutakat tett, kísérletügyi intézményekkel, mezőgazdasági szakemberekkel kölcsönös tapasztalatcseréket bonyolított. 1923-ban létrehozta az uradalmi könyvtárat, ahol a gyakorlatra érkező fiatalok a szakkönyveket tanulmányozhatták.
A Hanság tőzegterületeiből nagy kiterjedésű réteket szántófölddé és megjavított rétterületté alakított át. Ipari növények (cukorrépa, repce) termelését magas fokra fejlesztette.
Szakmai örökségét fia, Kovátsits László vitte tovább.